# ASIC (Programmiersprache)
ASIC ist ein BASIC-Dialekt für MS-DOS. Er wurde 1990 von Dave Visti geschrieben und als Shareware vertrieben.
ASIC beherrscht nur einen kleinen Teil der BASIC-Programmiersprache. Vor allem der Parser ist sehr rudimentär, d. h., es werden keine zusammengesetzten Ausdrücke übersetzt. Funktionen werden ebenso nicht unterstützt. Hieraus erklärt sich auch die Überschrift „ASIC: It's almost BASIC“ (deutsch: „ASIC: Es ist fast BASIC“).
ASIC erstellt sehr kompakte COM- sowie EXE-Dateien; man könnte es also als eine Art „Assembler mit Variablen“ betrachten. ASIC besitzt auch eine einfache integrierte Entwicklungsumgebung. Mit der letzten Version, 5.00, kam etwas Kompatibilität zu GW-BASIC dazu in Form eines Programms zur Übersetzung von GW-BASIC nach ASIC. In den 1990er Jahren erlangte dieser BASIC-Dialekt etwas Verbreitung über Internetforen.